# Jean Chamant
Jean Chamant (23 de novembro de 1913 - Paris, 22 de dezembro de 2010) foi um político francês. Ele foi Ministro dos Transportes nos governos de Georges Pompidou, Maurice Couve de Murville e Jacques Chaban-Delmas.

## Funções governamentais
- Secretário de Estado dos Negócios Estrangeiros, no Governo Edgar Faure (20 de outubro de 1955 a 1 de fevereiro de 1956);
- Ministro dos Transportes, no Governo Georges Pompidou (6 de abril de 1967 a 12 de julho de 1968);
- Ministro dos Transportes, no Governo Maurice Couve de Murville (12 de julho de 1968 a 20 de junho de 1969);
- Ministro dos Transportes, no Governo Jacques Chaban-Delmas (7 de janeiro de 1971 a 6 de julho de 1972).